# Camptocarpus mauritianus
Camptocarpus mauritianus är en oleanderväxtart som beskrevs av Joseph Decaisne. Camptocarpus mauritianus ingår i släktet Camptocarpus och familjen oleanderväxter. Inga underarter finns listade i Catalogue of Life.